# Villa Maggi-Corvini
Villa Maggi-Corvini, o più semplicemente Villa Corvini (Víla Cùrvïn in parabiaghese) è un edificio storico di Parabiago, situato all'inizio dell'attuale via Santa Maria, una delle quattro vie storiche del centro cittadino. Dietro all'edificio si apre il parco Corvini, attualmente parco comunale aperto al pubblico.
Raro se non unico edificio tardo-rinascimentale in Parabiago, l'origine della costruzione dovrebbe risalire probabilmente al XVI secolo. Venne ristrutturato durante la fine degli anni novanta, conservando l'ingresso principale con la cancellata in ferro battuto, il porticato ed il cortile interno con il pozzetto (scomparso "misteriosamente" agli inizi del XXI secolo); il parco retrostante era un tempo abbellito da statuette, ospitava partite di caccia alla lepre e banchetti signorili.

## La villa con i Maggi

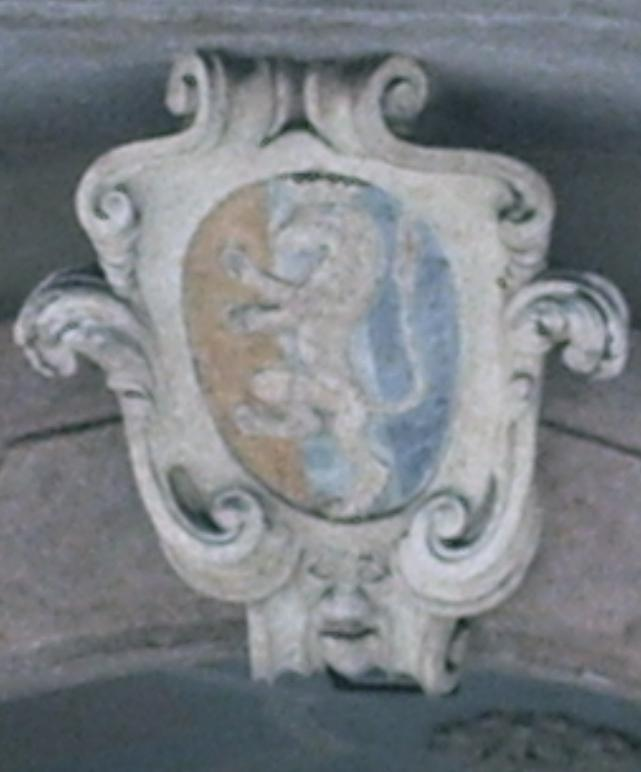
Stemma Maggi

Giuseppe Maggi, nobile guelfo di origini bresciane, la acquistò con alcuni poderi annessi (compreso l'attuale parco), nel 1606 da un certo Lodovico Longone, come dimora secondaria da alternarsi all'abitazione di famiglia in Milano presso la Parrocchia di San Vittore al Teatro; suo figlio Luigi (m. 23 maggio 1680) ne ampliò i possedimenti in campagna. Nel 1727 Carlo Giuseppe Maggi, successivamente Deputato dell'Estimo per il Comune di Parabiago (1766-1770), ottenne da Papa Benedetto XIII, tramite Decreto Breve 20-III-1727, il permesso di costituire una cappella privata all'interno dell'edificio, nel salone delle colonne.
All'inizio dell'800 i Maggi, con Francesco Maria, possedevano una proprietà di circa 500 pertiche di terreno all'interno del territorio parabiaghese; ma sul finire del secolo l'ultimo del ramo parabiaghese della famiglia, Domenico che fu Sindaco di Parabiago, dovette vendere gli immobili a causa delle scarse finanze famigliari. Lo stemma della famiglia resiste però ancora a sovrastare il portone d'ingresso sulla via Santa Maria, raffigura un leone rampante sormontato da corona comitale.

## La villa dopo i Maggi e con i Corvini

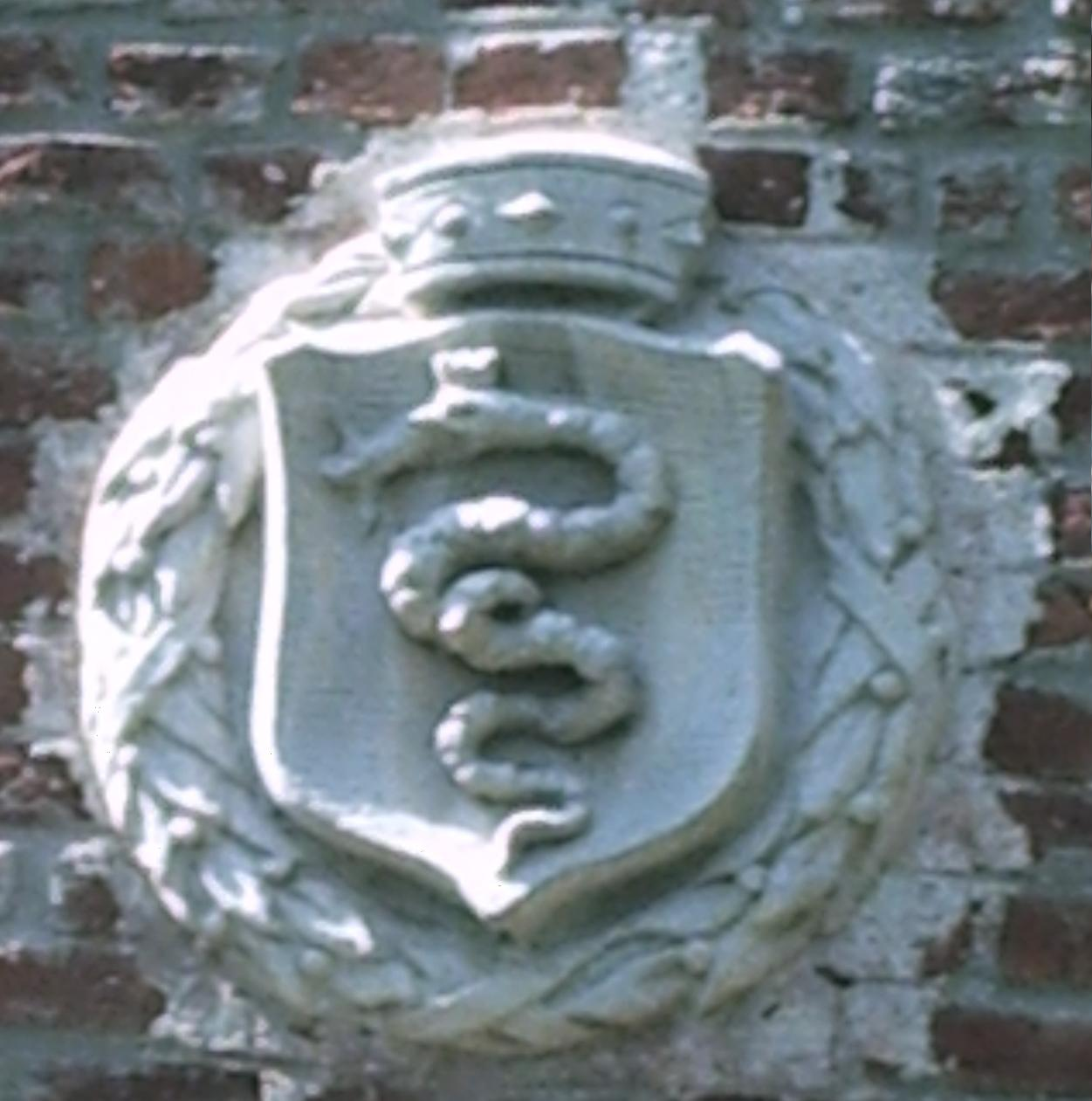
Stemma Visconti
sul retro della villa

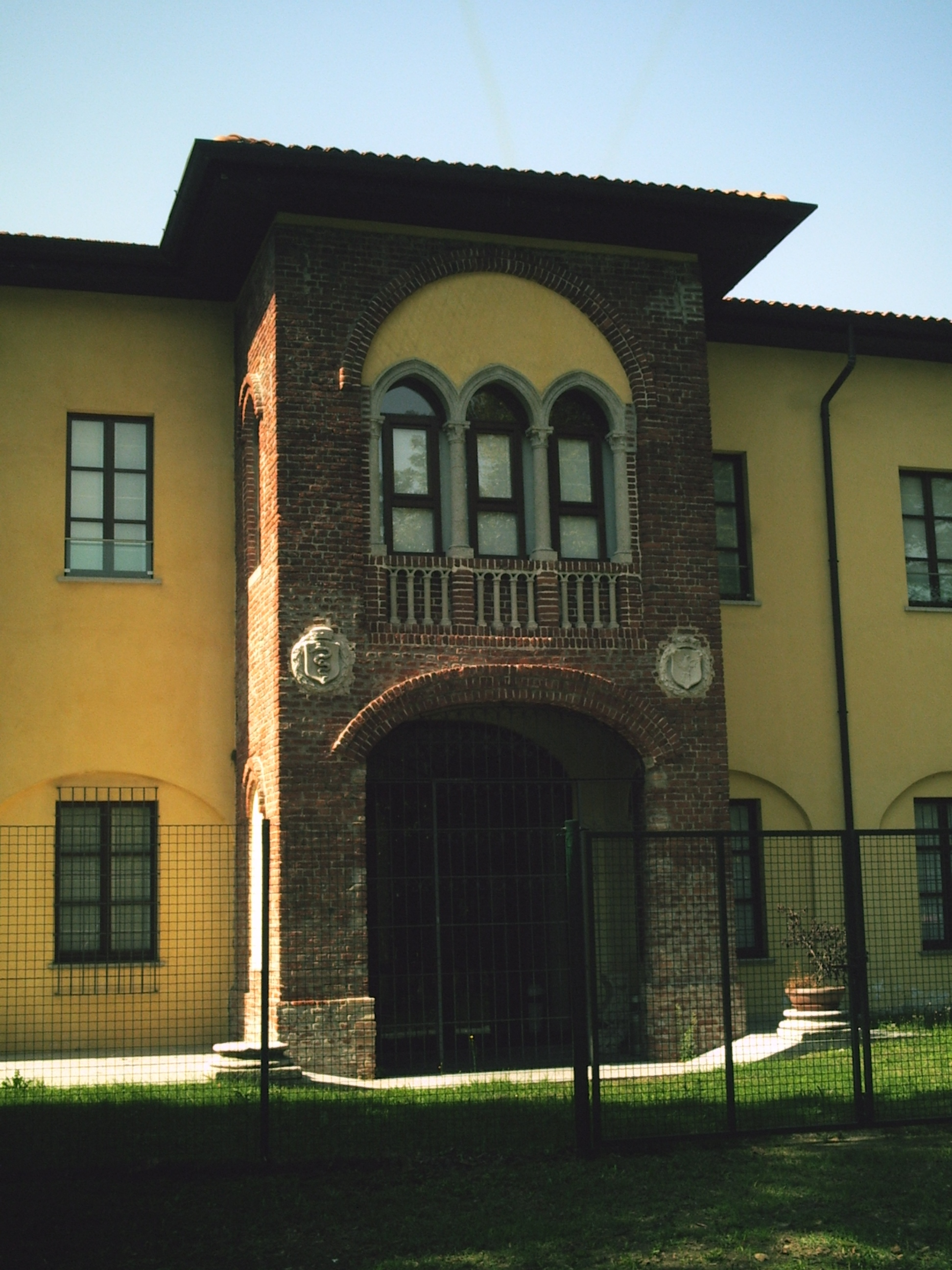
Ingresso dal parco Corvini

Il ragionier Domenico Maggi vendette ai Prandoni, e successivamente passò ai Lainati.
La villa fu quindi acquistata dal cavalier Venanzio Corvini, patrizio camerinese (degli antichi conti Corvini di interessanti ascendenze storiche, citati da Carducci) domiciliato a Milano con atto del registro civico (1811) in contrada San Barnaba ai civici numeri 4597 e 4598. Del 30 novembre 1827 il rogito dell'acquisto in Parabiago della proprietà del Miglio, antica casata parabiaghese estintasi. Venanzio, con la moglie Maria dei conti Gardini e i figli Lorenzo e Giovanni, nati a Milano, volle fare così di Parabiago la sua residenza estiva. Dopo la morte dei genitori, fu quindi diviso l'intero asse ereditario. A Lorenzo, medico e docente, toccarono diverse proprietà. A Giovanni, toccò la proprietà milanese in contrada San Barnaba e, tra quelle parabiaghesi, anche la villa. Giovanni fu pittore romantico e patriota, è sepolto nel cimitero di Parabiago. Il palazzo fu poi venduto dall'ultima proprietaria ai Lampugnani.
Dagli eredi Lampugnani passò poi di proprietà comunale, cadendo in un periodo di lento degrado durato per circa 50 anni.
Nel frattempo ancora di proprietà Corvini nel 1937 Cesare Berra, segretario politico per il Partito Nazionale Fascista in Parabiago, voleva acquistarla e trasformarla in municipio, ma fallì il suo progetto; negli anni cinquanta e sessanta si vociferava di doverla trasformare in ricovero per anziani.
Dopo la ristrutturazione degli anni novanta, è sede di un centro servizi e dell'Ecomuseo del Paesaggio di Parabiago; particolare rilievo hanno le mostre temporanee che vi vengono allestite al suo interno, soprattutto dopo la sua ristrutturazione, ma anche in passato: interessanti furono le due mostre dedicate all'ebanista Giuseppe Maggiolini, la prima nel 1965 a 200 anni dal primo importante lavoro commissionatogli dal pittore Giuseppe Levati per Villa Litta a Lainate, la seconda nel 2014 a 200 anni dalla sua morte.